# 五六輪中

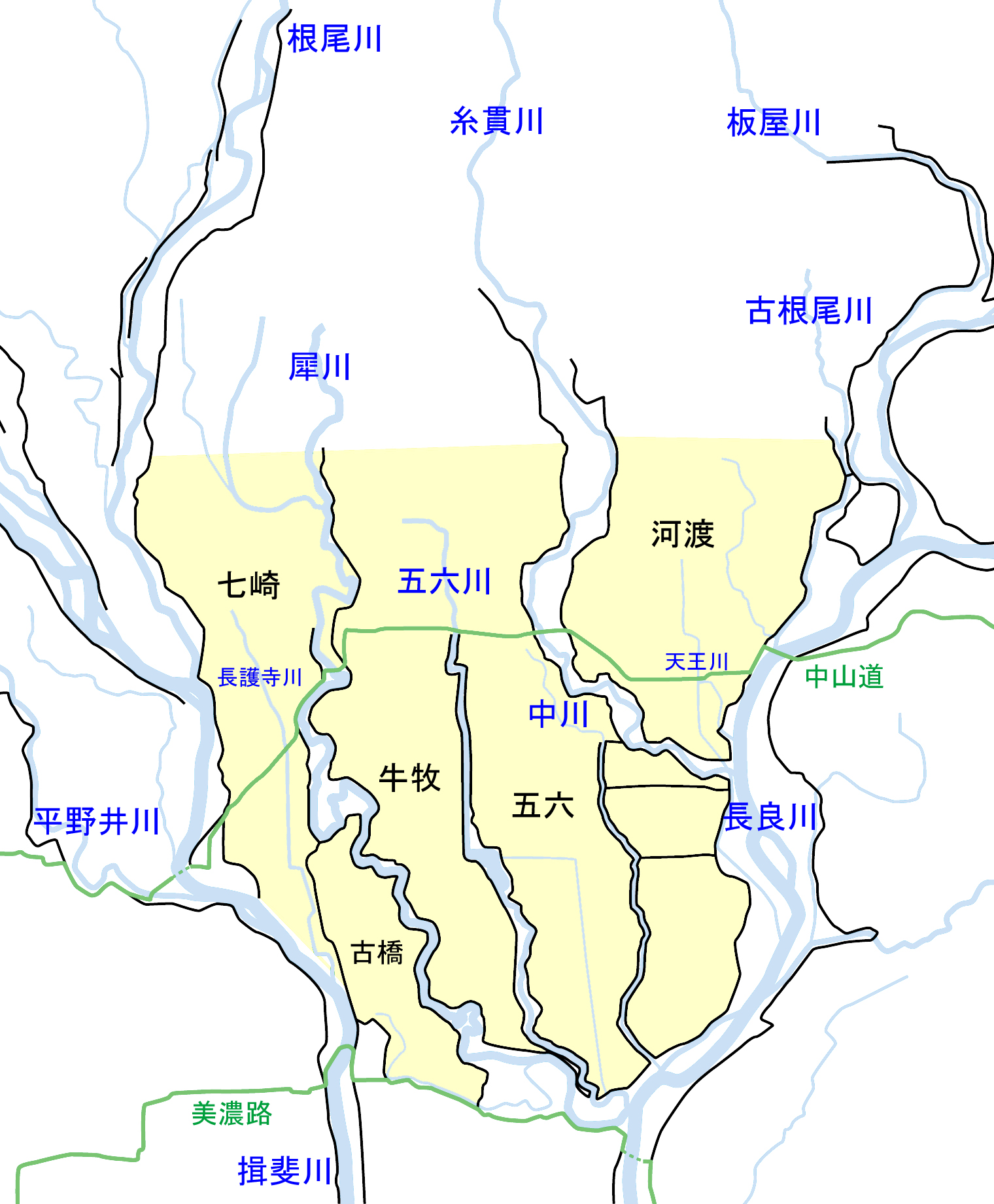
五六輪中・七崎輪中・古橋輪中と周辺の河川の様子

五六輪中（ごろくわじゅう）とは、岐阜県南西部の木曽三川流域にあった輪中。

## 地理

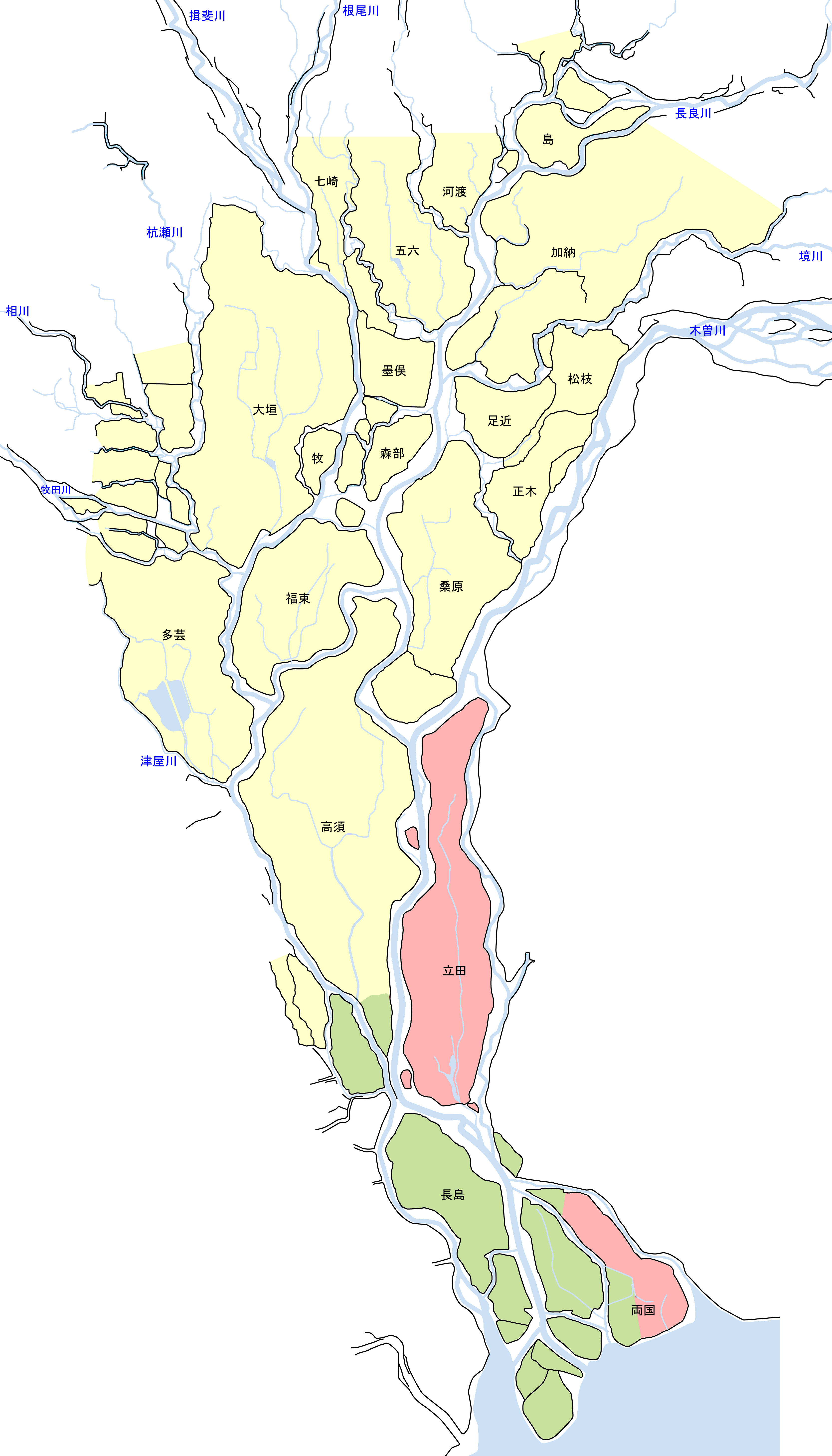
明治時代初期の輪中地帯の様子（黒字は主要な輪中名、水色線・青字は主要な河川、着色は黄が美濃国（岐阜県）・赤が尾張国（愛知県）・緑が伊勢国（三重県））

現在の瑞穂市のうち、旧穂積町のほぼ全域と巣南町の南東部が該当する地域。南東部で長良川に面し、北東を糸貫川、東から南を犀川、輪中内を五六川と中川が流れるが、このうち犀川・五六川・中川は根尾川の扇状地末端部の湧水を水源とする河川である。五六川以西を牛牧輪中（うしきわじゅう）と呼び五六輪中の内郭輪中とみなされるが、以前は五六輪中そのものを「牛牧輪中」と呼んだ。
五六輪中の周囲には五六輪中と同様に根尾川扇状地末端部に形成され、現在瑞穂市（旧巣南町）に属する地域に七崎輪中（ななさきわじゅう）・古橋輪中（ふるはしわじゅう）、本巣郡北方町と岐阜市にまたがる地域に河渡輪中（ごうどわじゅう、「合渡輪中」とも）が存在していた。これらについては五六輪中と共通する事柄も多いため、本項目で併せて扱うこととする。
周辺の地域は扇状地末端部ゆえに輪中内の南北で高低差が大きく、五六輪中・牛牧輪中・七崎輪中・河渡輪中は上流側に除はあったものの堤防は持たず、七崎輪中については大正時代の改修工事まで下流側の堤防も持たなかった。一方で古橋輪中は揖斐川・犀川沿いの堤防に加えて、南側に墨俣輪中の輪中堤があったため一円の輪中堤を持っていた。標高差は内水にも影響し、五六輪中では内水が低位部に集中することで輪中全体の生産力が低下することを回避するため、数段の横堤を築いて流下を防いでいた。
また、地形的に考えた場合は輪中内の堤防や河川などを境として、五六輪中の中川以東の地域を「穂積輪中」と呼ぶ場合もあり、これをさらに分割して3つの輪中とみなすこともある。また七崎輪中については、河川や中堤が多いことから5つに分割解釈されることがある。

## 歴史

### 輪中形成以前
この地域の北部は扇状地末端部にあたり、細かい土砂が堆積した平坦な地形で湧水も多く水田作りが容易であったため、濃尾平野でもいち早く人が定住し稲作を始めた地域の1つであると考えられる。古代の美濃国の拠点であったと考えられ、現在でも「十七条」「十八条」「十九条」といった条里制の名残と思われる地名も残っている。
根尾川はかつて現在の本巣市山口から東に流れて岐阜市西郷や黒野を経て長良川へと合流する「古根尾川」と呼ばれる現在の板屋川に近い流路をとっていたが、当時は山口で分派していた犀川が郡境して制定されていたことから犀川筋が本流であったと考えられる。その後、時期は不明だが根尾川の本流は現在の糸貫川筋へと移り、犀川は支流となる。1530年（享禄3年）の大洪水で根尾川は当時「藪川」と呼ばれた現在の河道へと移り、糸貫川は1950年（昭和25年）までは根尾川の分流として存在し、犀川は根尾川からの分派口が塞がれたことで現在の形となった。これらの河道変遷から根尾川だけでなく犀川・糸貫川沿いにも自然堤防が発達しており、いずれの輪中でもこの3河川沿いに集落が発展した。

### 輪中の形成
この地域で最も早く輪中成立したのは五六輪中の長良川沿いの地域あるいは古橋輪中である。1705年（宝永2年）の絵地図には本巣市真桑付近から瑞穂市穂積付近までの糸貫川右岸堤防、犀川両岸および長護寺川左岸の堤防などが描かれており、周囲の状況から揖斐川左岸にも堤防があったことが推察される。五六輪中のうち長良川・糸貫川・中川に囲まれた「穂積輪中」については一円の懸廻堤として絵地図に記されており、古橋輪中は犀川右岸・長護寺川左岸堤防に加えて南側を墨俣輪中の輪中堤があったため、この時点でともに輪中が形成されていたことが分かる。
五六輪中のうち中川以西には牛牧輪中が形成されていたが、五六川沿いには堤防はなく、五六川と中川の間は遊水地として利用されていた。この遊水地は江戸時代以後に新田として開拓が進み、牛牧閘門の築堤工事が終わった1757年（宝暦7年）に1つの輪中となった。なお、この輪中は統合当時は「牛牧輪中」を名乗ったが、1877年（明治10年）からは「五六輪中」と称するようになった。
河渡輪中の地域では、それまで堤防のなかった長良川と糸貫川の合流点に面する囲堤を築き、この堤防の恩恵を受ける8村によって輪中組合を造った1756年（宝暦6年）に成立したとされる。
七崎輪中は1883年（明治16年）5月の「七崎輪中水利土功会」結成によって輪中成立とみなされるが、堤防は根尾川・揖斐川のみに限定され、懸廻堤は持たない水防共同体としての輪中であった。大正時代の木曽川上流改修工事で、屈曲していた揖斐川が直線的な河道に変更されたことにより、呂久地区の一部が揖斐川対岸になるとともに、下流側の堤防も整備された。